# 式秀部屋

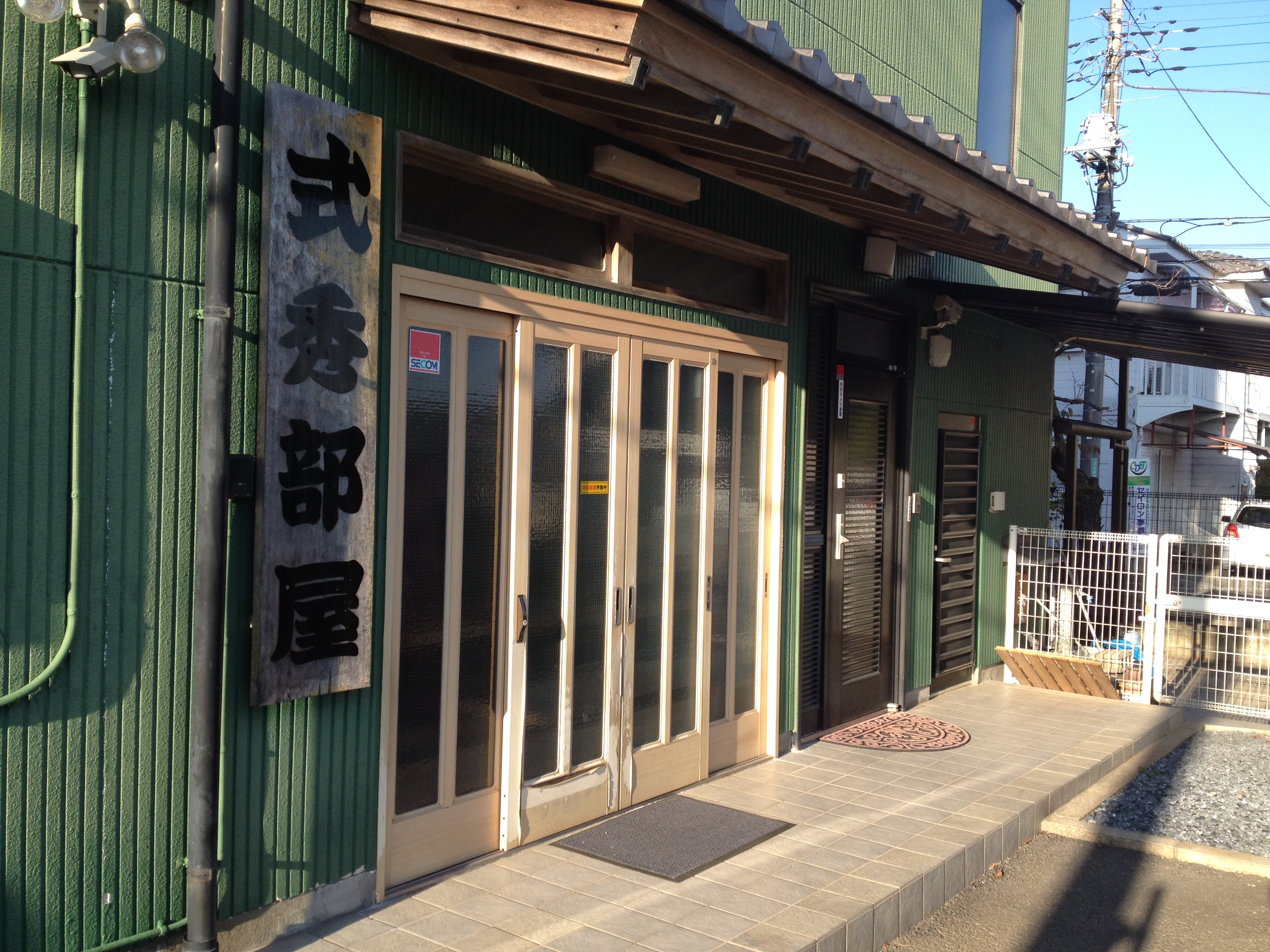
式秀部屋

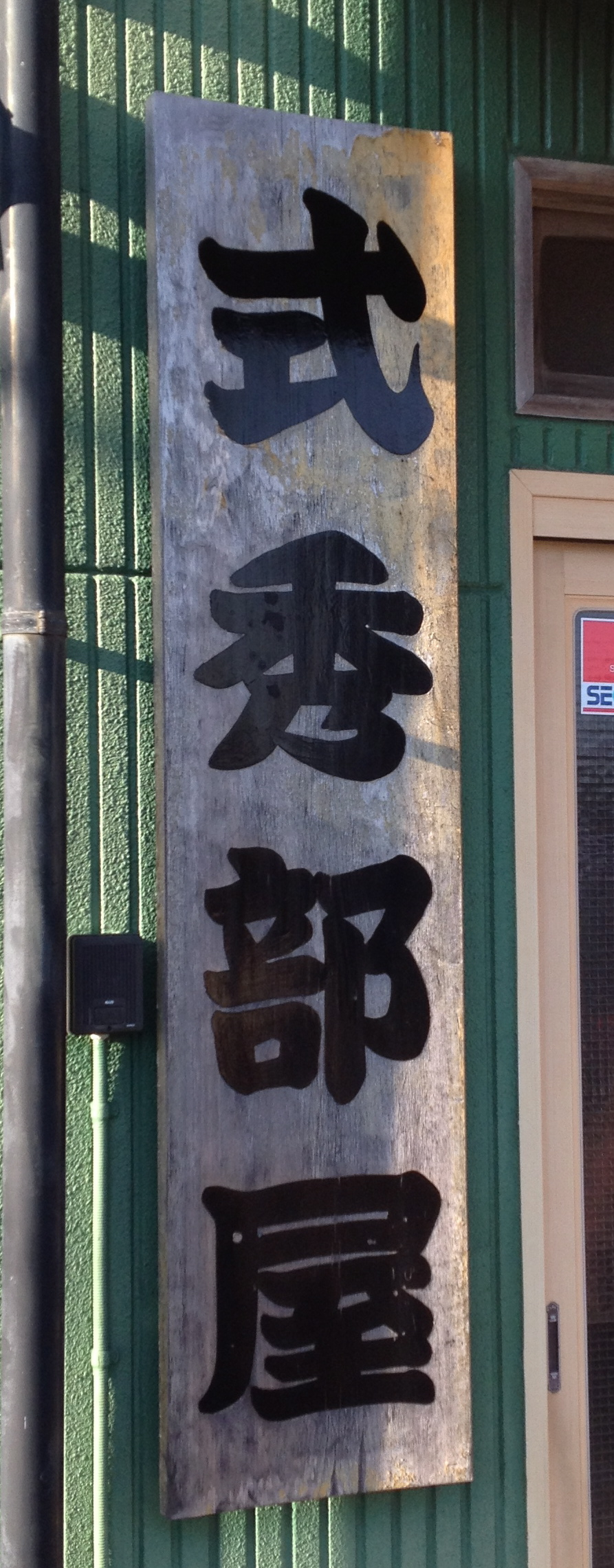
式秀部屋の看板

式秀部屋（しきひでべや）は、日本相撲協会所属で出羽海一門（9代までは時津風一門）の相撲部屋。

## 歴史
1988年1月場所限りで現役を引退して時津風部屋の部屋付き親方となっていた年寄・13代錣山（元小結・大潮）は、1989年9月に年寄・式守秀五郎の年寄名跡を正式に取得して9代式守秀五郎を襲名した後、1992年4月に時津風部屋から分家独立して式秀部屋を創設した。
部屋の名前と師匠の通称が「式秀」となっている理由は、「式守」が行司の家名であることから区別をするために「式守」と「秀五郎」から1字ずつ取っているものである。同様の例に「木瀬」（木村瀬平）がある。
9代が旧・八幡市（現・北九州市八幡東区）出身ということもあって、毎年九州場所（11月場所）ではその地元である北九州市（当初は小倉南区、後に八幡東区）に宿舎を構えていた。八幡東区への移転後は、毎年11月に行われる「起業祭」の開催エリアに宿舎と道場を開き、ちゃんこの振る舞いや稽古の見学を出し物として出展。2003年には地元後援会有志が常設の施設として、起業祭の開催エリアに「式秀部屋相撲研修センター」を建設した。部屋関係者が宿泊しない時期は北九州市に貸し出し、地域に開放されていたが、師匠が交代した2013年春に閉鎖された。
2012年3月場所において千昇が新十両に昇進し、部屋史上初となる関取が誕生した。
2013年1月3日に9代が停年（定年）退職を迎える際には、「式秀部屋の所属力士全員を荒汐部屋に移籍させる形での吸収合併を7代荒汐に打診したが、7代荒汐がこれを固辞した」とする誤報が一部のスポーツ紙に報じられ、7代荒汐がブログで強く否定するハプニングがあった。
同年1月4日付で10代式守秀五郎を襲名して式秀部屋を継承した年寄は、北の湖部屋の部屋付き親方であった26代小野川（元幕内・北桜）となった。式秀部屋に部屋付き親方が不在だったことによる措置だが、10代は出羽海一門に所属する北の湖部屋の出身であったことから、部屋継承と同時にそれまで所属していた時津風一門から出羽海一門へと転属した。

## 10代以降の教育方針
10代式秀が部屋を継承して以降、「明るく・楽しく・元気よく」をモットーに掲げたユニークな教育方針を掲げ始め、一時期マスメディアで採り上げられていた。
稽古中の弟子に対し「無理をしないで！」と声を掛けることでやる気を引き出すなど、いわゆる「現代っ子」に適した指導を行うが、10代式秀はこれについて「ニュースや社会に対する不安から、子どもたちは漠然としたプレッシャーを受け続けている。そんな今の世代の力士たちに、かつての時代と同じように厳しく接するのは、あまりよろしくないのではないか」と持論を話し「普段から力士たちが喜ぶホルモンを出すようにしておけば、病気もケガも少なくなる」と精神衛生にも気を配る方針も明示した。

### 所属力士の珍四股名
上述のユニークな教育方針と共に、次に列挙するような極めて個性的な四股名を弟子に命名することも特徴である。太字は現役力士。(2025年5月場所時点。)
- 爆羅騎 源氣（ばらき げんき）…本人の項目を参照。2024年5月場所限りで引退。
- 桃智桜 五郎丸（ももちざくら ごろうまる）→澤勇 智和（さわいさむ ともかず）…本人の項目を参照。2025年5月場所限りで引退。
- 宇瑠虎 太郎（うるとら たろう）→宇瑠寅 太郎（うるとら たろう）…本人の項目を参照。
- 覇王 万蔵（はおう まんぞう）…2015年3月の入門当初は本名に因んだ渡邊桜。アニメ『ONE PIECE』の覇王色の覇気に因んで2016年5月場所前に当四股名に改名。2019年名古屋場所限りで引退。
- 冨蘭志壽 学（ふらんしす まなぶ）…フィリピン・ラグナ州出身。2016年3月の入門と同時に本名のテオドロ・フランシス・ロバート・ヴァリエスのフランシスに漢字を充てた当四股名を名乗る。ただし上記の爆羅騎も含め、2010年代において本名の下の名を四股名とするのは一般化しており、部屋独自の命名方針ではない。外国出身力士でも阿覧欧虎の例がある。
- 大当利 大吉（おおあたり だいきち）…2015年3月の入門当初の四股名は本名と同じ櫛引 大樹（くしびき だいき）。櫛引を式秀部屋に紹介したラーメン店の店主の命名により、2016年9月場所前に当四股名に改名。上述の本名が『くじ引きで大吉を引く』ことを連想させることと、立合いで頭から当たれる力士になってほしいという式秀の願いに因んだもの[3]とされる。
- 育盛 義洋（そだちざかり よしひろ）…2014年7月場所の入門当初、力士としては極めて軽量（179cm・65kg）であったことから、育ち盛りの少年のように身体を成長させ、立派な体躯になってほしいという式秀の願いに因んで命名された。しかし初めて序ノ口に在位した2014年9月場所直前に引退届を提出し、本場所の土俵には出場しなかった。引退の理由について、当初は「無理な増量が祟り体調を崩し、実父の説得を受けて引退した」と報じられていたが、後年自身のYouTubeチャンネルを開設し、双極性障害と診断されていたことを明らかにした。
- 大黄虎前進（だいおうこ ぜんしん）→太牙虎五郎（たいが とらごろう）…本人の項目を参照。2014年7月場所限りで引退。
- 爽 薫（さわやか かおる）…2016年5月の入門当初の四股名は本名と同じ江塚 薫（えづか かおる）。出身地の静岡県にある炭焼きレストランさわやかと颯爽とした行動と相撲を取るようにと命名された。2019年3月場所前に当四股名に改名。

ただし上述の力士のうち、幕下に長期間在位していた太牙は先代が同じ読みの四股名を命名していたものに因んでおり、幕下経験者の爆羅騎・三段目中位経験者の冨蘭志壽の四股名はいずれも本名に由来し、同じく三段目中位経験者の覇王も四股名そのものは既存の熟語である。
「10代が独自で考案した」「本名にも熟語にも由来しない」四股名を名乗る（名乗っていた）力士は序二段で長期的に停滞する傾向があり、「出世の見込みが全くない力士を話題にするためのパフォーマンス」と批判する意見も多く見られる。10代式秀はNHK大相撲中継の解説でも身ぶり手振りを交えたり、アナウンサーと相撲の実演をしたりするなど、パフォーマンスや話題性を重んじている。

## 不祥事

### 所属力士による敗退行為
2016年9月場所3日目、当時西序ノ口29枚目に在位していた所属力士の服部桜（その後勝南桜に改名）が、同じく西序ノ口26枚目に在位していた九重部屋・錦城（現・千代大豪）戦において、所謂片八百長行為（自ら勝手に負けようとする行為）に及び、日刊スポーツをはじめとするマスメディアや、能町みね子・中澤潔をはじめとする相撲愛好家に取沙汰され、師匠の式秀が審判部長の二所ノ関から事情聴取及び口頭注意を受けた。

### 所属力士の集団脱走

#### 力士からの通報による調査開始
2020年8月5日、同月4日に所属力士19人中の9人が部屋を脱走したことが報じられた。力士たちは千葉県内のカラオケボックスに逃げ込み、そこから相撲協会の通報窓口に連絡、その後に都内に移動した。同年に入り、10代式秀が体調を崩し本場所を休場しており、稽古を見たり生活指導をしたりすることがままならない状態となっていた為、女将が10代の代わりに力士達を指導し続けたが、過剰な干渉行為等が重なり、力士達が我慢の限界に達したため脱走に至ったとされる。
力士たちは同月4日は協会が用意した宿泊施設で過ごし、5日に相撲協会コンプライアンス委員会（青沼隆之委員長＝元名古屋高検検事長）が力士達と10代式秀・女将に別々に聞き取り調査を行った。女将による過剰指導・管理に対し、鏡山コンプライアンス部長は10代式秀及び女将を注意した。この注意自体は協会の処分ではなく、この段階では10代式秀及び女将に対する処分は未定であった。
10代式秀が「今後は俺がしっかり指導していく」と話したため、力士達は部屋に戻ったが、脱走した力士以外も女将に対する不満を募らせており、また脱走した力士の1人は「相撲への情熱はあるので、これからも相撲は取っていきたい」と話したが、式秀部屋での生活に対する不安を訴えたという。そのためコンプライアンス委員会は再度、全力士から聞き取り調査を行う予定であるとされた。力士達の窮状を知った協会側も「稽古に集中できる環境を整える。何かあればまた（協会に）言いに来てほしい」と力士達に約束した。
芝田山広報部長によると、8月6日の理事会では話題にのぼらなかったという。暴力は行われておらず、女将による過剰な生活指導に対する不満であったため、和解を計るべく、部屋のルール改善を求めた。同月7日には、コンプライアンス委員会は集団脱走した力士に再度の聞き取り調査を行い、脱走しなかった力士・行司・床山などにも調査対象を広げた。

#### 8月8日までに判明した内容
同月8日までに判明した内容によると、2020年1月に10代式秀の異変を感じた親方衆の間で心配の声があがっていた。携帯電話がつながらず、女将から折り返しがあったことから、親しい3人の親方が部屋を訪問して10代式秀に面会を試みたが、その時点では女将に血圧の関係で療養している旨を説明されたという。
しかし実際には10代式秀は稽古を見られない日が増え、力士達の前で女将を「師匠代行」と任命。以降、新型コロナウイルス感染予防に敏感になっていた女将の厳しすぎる指導が始まったという。力士達は女将から部屋のグループLINEを用いて長文の叱責を受け、返信が遅れると更に叱責されたとされる。私物・配達物チェック、ロッカーの抜き打ちチェックも横行し、感染防止のために女将が作った様々な決まりを守ることを強いられたという。配達物チェックは荷物を開封し、写真撮影して部屋のグループLINEに投稿することを義務付けられていた。俳優の石田純一が新型コロナウイルスに感染したことを受け、石田が感染した理由は素足に直接靴を履いているからと思い込み、部屋の中で靴下を履くことも強制し、そのルールの為に靴下代として仕送りを受けた力士もいたという。力士達の様子は部屋に設置されている防犯カメラで撮影され、女将は力士達を監視することができた。
また女将が部屋を牛耳り始めて以降、後援者から差し入れられる新米は女将の実家や知人に送られ、力士達は3～4年前に収穫された古米を食べさせられていたとされる。大部屋のコンセントの使用も許可制となり、ある力士の自転車が盗難された際には、被害力士に「気の緩みがあったから盗まれた」と責めた上で、反省文を書かせた。女将に対し反抗的に振る舞う力士に「クビにするぞ」「協会に言うぞ」などと脅したこともあったという。
稽古場・シャワーの使用も予約制となった上で使用記録を取ることも命じられていた件、浴槽に湯を張ることが禁止された件、7月場所中でも複数名で稽古場に下りることが禁止された件、国技館より帰宅した際は浴衣・草履の裏面をアルコール消毒した上で直ちにシャワーで洗髪・全身洗浄をさせていた件については、協会配布のハンドブック・ガイドラインの中に「外出自粛」「外出後の消毒」「部屋施設（稽古場やシャワー含む）や私物・共用物の消毒」「共用物を少なくする」「宅配便で届いた荷物の消毒」「支度部屋の浴槽に湯を張らないように」といった細かな指示があったことから、女将がその内容を誤解・拡大解釈した可能性や力士への説明が充分に行き届いていなかった可能性も取沙汰された。

#### 式秀部屋、相撲協会の対応
9日・10日の2日間に亘り、10代式秀が部屋の力士達1人ずつ全員と話し合ったという。女将を外し、これまでの不満や改善点を確認したと見られる。6日に行われた師匠会の出席者によると、10代式秀は歩行に杖を用いており、心労によって血圧も上がっていた様子で、出席者には頭を下げて回っていたという。
式秀部屋は9日から稽古再開予定であったが、実際には11日から再開された。10代式秀も稽古場におりて指導を行った。コンプライアンス委員会は全ての聞き取りを終え、以降は静観し、10代式秀と力士達との関係回復と部屋の自浄能力に期待する方向性を示した。
協会がこの問題の解決を図る上で問題となったのは、女将と相撲協会との間に雇用関係がないことであるという。部屋マネージャーを雇用する相撲部屋も複数存在するが、慣習的に相撲部屋の裏方仕事は部屋師匠の妻が行うことが多い。このため、協会が女将を処分する場合は、10代式秀の管理責任を問う形にせざるを得ないという制度上の問題点も浮かび上がった。当時の式秀部屋には部屋付き親方が在籍していなかったため、10代式秀が健康に注意しつつ力士の育成方法の改善を計る以外に手立てはなかった。

#### その後の報道
相撲協会が暫し事態の静観をする方向性を明言した後、ある後援者が一部週刊誌の取材に応じ、以下のような証言をした上で、相撲協会の方向性に異議を提唱した。
力士達はこの後援者に助けを求めて泣きついてきており、後援者は女将による虐待は2015年頃から始まったものであると主張、10代式秀が女将に頭が上がらず、強く注意出来ない状態にあり「まさに”師匠不適格”」とまで述べた。この後援者によると、女将が力士達に食べさせていた米は8～9年前の変色した古古米で、賞味期限が1年以上過ぎた臭うイワシを食べさせたこともあった。日常の食事において、米飯を1人あたり1食1膳しか用意されなかったこともあったという。冷蔵庫は厳重に施錠されており、鍵を開けることが出来るのは女将が気に入った力士だけであったという。
7月場所千秋楽終了後には、19人の力士全員に対して4000円を渡し、駄菓子等で簡単に打ち上げを行うよう命じた旨も報道された。
同年8月31日、元幕内大岩戸の上林義之は、現役時代から見かけている式秀部屋の力士は身体が細く、体質的に痩せているというより顔や体に張りがなくやつれている感じを受けていたことをBLOGOSへの投稿で明かした。「照明の電気代や稽古後の汗を流す水道代がかかる」ことを理由に稽古場使用を許可制にするなど、女将に過剰な管理をされた力士達は精神的な限界を超越してしまい、引退覚悟で集団脱走に及んだのではないかと推測していた。協会からは各力士に対する養成費が支給されるので食事も賄えない程の資金困窮は考えにくく、部屋の経営を豊かにしたいなら強い力士を育てて支援者を増やすべきだとも指摘した。あえて訴え出て闘いに臨んだ力士達の行動は称賛されるべきものであり、式秀部屋の動向に注目が集まったことで相撲部屋らしくなった環境の下、力士達の本分である相撲で強くなりファンを増やして欲しいと、期待を寄せるコメントも残した。
元関脇貴闘力は自身のYouTubeチャンネル「貴闘力部屋～相撲再生計画～」にて、10代式秀自身は相撲に対して真面目な人物であると評するも、式秀部屋は強い力士を育成することよりも、相撲協会から所属力士の人数に応じて支給される育成費の為、出世が全く見込めない者でも安易に入門させて力士の人数を稼ぎ、育成費を上手く運用して利益を得ることが最大の目的となっていることを指摘。さらに上記の脱走問題について、女将の力士に対する扱いに苦言を呈し、高齢力士の増加やセカンドキャリアも絡めて日本相撲協会の改革の必要性について私見を述べた。
元所属力士の勝南桜聡太こと服部祥多は、引退後の2025年5月にアサヒ芸能の取材に応じた際に、女将が部屋を牛耳っていた頃には新型コロナウイルス感染予防を口実とした稽古制限に加え、健康維持を口実にちゃんこの量も制限され、従来は4升炊いていた米を3升に、肉を3キロ入れていた鍋も2キロに減らされていた旨を証言した。（「週刊アサヒ芸能 2025年 5/22号」に掲載）

## 所在地

### 本部屋
- 茨城県龍ケ崎市佐貫四丁目17-17
  - JR常磐線龍ケ崎市駅から徒歩10分

## 師匠
- 9代：式守秀五郎（しきもり ひでごろう、小結・大潮、福岡）
- 10代：式守秀五郎（しきもり ひでごろう、前9・北桜、広島）

## 力士

### 十両
- 千昇秀貴（十14・モンゴル）9代、10代弟子